# Mury obronne w Strzegomiu
Mury obronne w Strzegomiu – pierwszy pierścień kamiennych murów z czworobocznymi basztami wzniesiono w latach 1291–1299, w miejscu poprzednio istniejących obwarowań drewniano-ziemnych na planie zbliżonym do owalu. Około poł. XV w. rozbudowane o drugi zewnętrzny pierścień, niższy, z fosą zasilaną wodami rzeki Strzegomki płynącej po południowej stronie miasta. Na ich obwodzie znajdowało się pięć bram: Jaworska (od pn.), Wrocławska (od wsch.), Nowa (od pd.), Świdnicka (od pd.-wsch.) i Grabińska (od pd.-zach.) i szereg baszt oraz wzniesione w końcu XV w. wydłużone półkoliste basteje.
W czasie wojny trzydziestoletniej mury uszkodzone, następnie odbudowane. Rozbierane od 1748 r., ostatecznie formalnie zlikwidowane po 1823 r. Na ich miejscu założono promenady (po 1810 r.). Kolejny odcinek muru rozebrano w 1899 r., a dalsze zniszczenia reliktów fortyfikacji nastąpiły w czasie walk o miasto w 1945 r.
Zachowane do dziś fragmenty znajdują się w południowej części Starego Miasta przy wiadukcie kolejowym (częściowo zniszczone). Najlepiej zachowały się fragmenty od strony zachodniej w parku miejskim z basztą Dziobową.